# Bataille de Lwów
Seconde Guerre mondiale
Batailles
Campagne de Pologne :
- Ultimatum allemand
- Ordre de bataille
- Opération Himmler
- Plan Pékin
- Plan Worek
- Baie de Dantzig
- Défense de la poste centrale de Dantzig
- Westerplatte
- Grudziądz
- Mokra
- Węgierska Górka
- Krojanty
- Forêt de Tuchola
- Borowa Góra
- Wizna
- La Bzura
- Hel
- Jarosław
- Brest-Litovsk
- Tête de pont roumaine
- Invasion soviétique
- Lwów
- Modlin
- Tomaszów Lubelski
- Grodno
- Krasnobród
- Wilno
- Varsovie
- Szack
- Wytyczno
- Kock

La bataille de Lwów (ou siège de Lwów) se déroule pendant la campagne de Pologne au début de la Seconde Guerre mondiale et oppose pendant dix jours l'armée polonaise aux armées allemandes et soviétiques pour le contrôle de la ville de Lwów (aujourd'hui Lviv en Ukraine). Cette dernière est alors considérée comme une position clé de la « tête de pont roumaine » et fut donc défendue à tout prix.

## Contexte historique

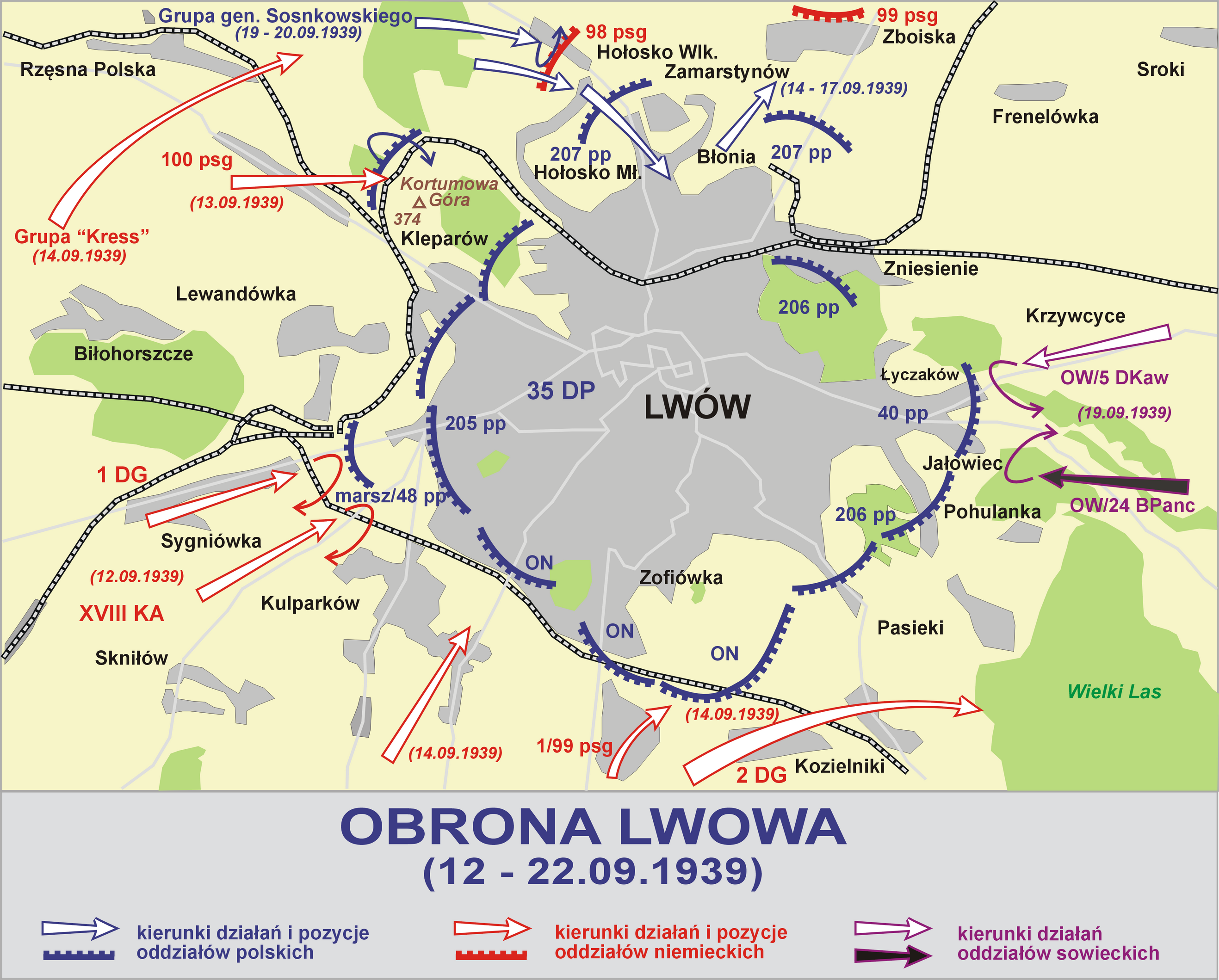
Théâtre des opérations, 12-22 septembre 1939.

Initialement, l'armée polonaise ne prévoyait pas de défendre Lwów, car située trop loin derrière la ligne de front et considérée comme trop importante dans la culture polonaise pour être le lieu de combats. Toutefois, la brutalité de la Blitzkrieg allemande et la désintégration des forces polonaises à Łódź fait planer le danger d'une offensive allemande sur la ville.
Le 7 septembre 1939, le général polonais Władysław Langner décide de protéger la ville en formant une ligne de défense avec Bełżec, Rawa Ruska et Magierów sur le San pour faire face à la progression allemande. La mise en défense dure jusqu'au 11 septembre.

## Déroulement de la bataille

### L'offensive allemande
Le 12 septembre, les premiers assauts allemands sur la ville commencent mais sont repoussés après des combats acharnés face aux forces polonaises retranchées dans le centre-ville, constituées de volontaires locaux et de réfugiés.
L'état-major allemand décide de se replier et d'encercler Lwów en attendant l'arrivée de renforts. La ville est constamment bombardée par la Luftwaffe et par l'artillerie allemande qui ciblent les églises, les hôpitaux, les usines d'eau et d'électricité. Du côté polonais le commandement est alors confié au général Franciszek Sikorski.

### L'invasion soviétique

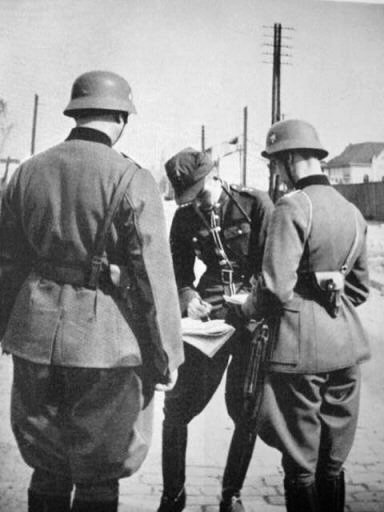
Parlementaires allemands et polonais discutant des termes de la reddition le 20 septembre.

Le 17 septembre, l'Armée rouge rejoint le Troisième Reich et envahit la Pologne. Les forces de la 6e armée du front ukrainien commandé par Filipp Golikov franchissent la frontière et marchent en direction de Lwów. Le plan polonais de « tête de pont roumaine » est mis à mal et l'armée polonaise réorganise ses troupes afin de défendre la ville, renforçant ses positions.
Le 18 septembre, la Luftwaffe largue des tracts par milliers sur la ville demandant aux Polonais de se rendre. Ceux-ci restent ignorés et un nouvel assaut allemand est lancé, en vain.
Le 19 septembre, les premières unités blindées soviétiques atteignent les faubourgs de Lwów. Après un court combat, celles-ci sont défaites par les défenseurs polonais. Dans la nuit du 19 au 20, l'Armée rouge assiège la ville à l'est, prenant ainsi les Polonais en étau avec les Allemands à l'ouest.
Les lignes de défense polonaises sont constituées principalement de fortifications terrestres et de barricades construites par des volontaires locaux sous la supervision des soldats du génie de l'armée.

### La reddition polonaise
Le 19 septembre, des pourparlers concernant la reddition de la garnison débutent entre les officiers polonais et des envoyés soviétiques. Le commandant allemand sur place demande aux Polonais de se rendre et les informe, à la suite de leur refus, qu'un assaut général sera lancé sur la ville le 21. Mais, la veille, Adolf Hitler ordonne à Gerd von Rundstedt de laisser Lwów aux Russes et l'attaque allemande est annulée. 
Le général polonais Franciszek Sikorski sait que la situation de ses hommes est sans espoir et qu'une bataille pourrait causer davantage de pertes civiles. Le 22 septembre, les Soviétiques acceptent les conditions de reddition proposées par le général Langner, un acte de reddition est signé, sous la condition que les soldats polonais puissent quitter la ville et rentrer chez eux, ce qui est accepté par l'URSS.
Mais, quelques heures après la signature de l'accord, les officiers polonais sont arrêtés par le NKVD et escortés jusqu'à Ternopil d'où ils sont envoyés au goulag en Russie. La plupart d'entre eux seront assassinés lors du massacre de Katyn en 1940. Quant au général Franciszek Sikorski, il sera exécuté à Kharkov en 1940.